# Joseph Boxhall

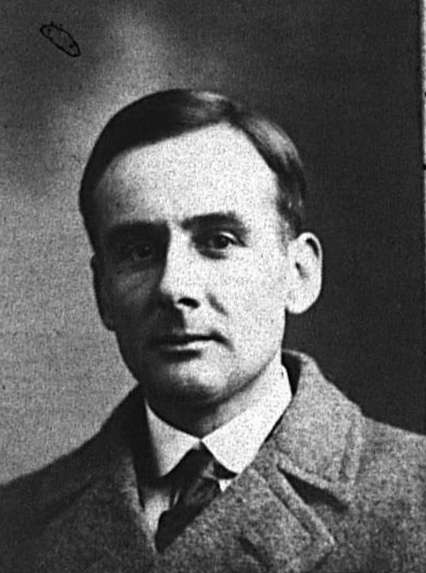
Joseph Boxhall

Joseph Groves Boxhall (ur. 23 marca 1884, zm. 25 kwietnia 1967) – czwarty oficer na „Titanicu”. 
Urodził się w rodzinie w której panowała tradycja marynarska. Był drugim dzieckiem Josepha i Miriam Boxhallów. Przeżył katastrofę „Titanica” i żył najdłużej z uratowanych oficerów. Po jego śmierci, zgodnie z jego wolą, jego prochy rozsypano w miejscu, w którym spoczął wrak „Titanica”.
W filmie Titanic w reżyserii Jamesa Camerona w rolę Boxhalla wcielił się Simon Crane.